# ريل فوتبال
ريال فوتبال (بالإنجليزية: Real Football)‏ والمعروفة أيضا باسم ريل سوكر، وهي سلسلة ألعاب فيديو رياضية تمكن من محاكاة لعب كرة القدم. يتم تطوير ونشر ألعاب السلسلة من قبل غيم لوفت. سلسلة ريال فوتبال أصدرت أول لعبة لها في منتصف عقد 2000 وهي ريال فوتبال 2004، والتي كانت مجانية في بعض الهواتف. منذ 2016، يتم إصدار لعبة جديدة كل سنة. تمكن ألعاب السلسلة من اللعب بواسطة المنتخبات أو الأندية، وتمكن من اللعب على مجموعة من الكؤوس لمنافسات موجودة في العالم الحقيقي. تعد ريل فوتبال 2008 أول لعبة من السلسلة يتم إصدارها على منصة غير الهواتف المحمولة وهي نينتندو دي أس. ريل فوتبال 2009 هي أول لعبة من السلسلة يتم إصدارها على آي أو إس وريال فوتبال 2012 هي أول من صدرت على أندرويد.
وتم تطويرها بالعديد من الاصدارات، ومنها إصدار real football 2019

## الألعاب

### ريل فوتبال 2016
إستطاعت لعبة ريل فوتبول 2016 Real Football من التقدم سريعاً في جدول ترتيب ألعاب كرة القدم، فاللعبة الشهيرة ذات الأجزاء والنسخ الكثيرة أصبح منها نسخة لعام 2016 كاملة التحديث وبصورة مجانية لأجهزة الأندرويد، حيث ينال عشق كرة القدم لجميع الأشخاص الذين يتصارعون من أجل التحدي والمنافسة الحقيقية، فلعبة ريل فوتبول Real Football 2016 تنهال عليك بالإثارة والتشويق الغير محدود.
تحمل لعبة Real Football 2016 في طياتها الكثير من الأوقات الشيقة التي تمتلئ بالتحدى المنافسة، حيث ستضعك اللعبة في موقف المدرب واللاعبين معاً في نفس الوقت، ستتحكم في سير أجواء المباريات بجميع النقاط الفنية وتوزيع اللاعبين للوصول لمراحل الفوز في المباريات التي تخوضها، فقم بعرض مهاراتك في اللعبة ولمساتك المهارية مع اللاعبين، فالبداية تُلزمك بتشكيل فريقك المفضل باللاعبين الذين يحققوا الفارق في المباريات، وانطلاقاً بذلك يمكنك وضع الخطط المناسبة لتنفذ جميع أفكارك بالاعتماد على هؤلاء اللاعبين..
= الجديد في لعبة ريل فوتبول 2016 :-
إن التطوير في نسخة 2016 من اللعبة جاء بالتغيير في قدرات اللاعبين جميعهم، حيث أصبح مركز حراسة المرمى يتمتع بقدرات كبيرة في التحرك سريعاً مع الكرة، كما تم زيادة القدرة الدفاعية للدفاع وتطوير قدراتهم على قطع الكرة كم الهجوم المنافس، وأتي التطوير أيضاً في مركز المهاجمين بالدفع بعناصر التحكم القوية بالكرة وإضافة السرعة والتسديد على المرمى بدقة أكثر.

### ريل فوتبال 2017
تمكن المطورون في لعبة ريال فوتبول 2017 من إصلاح مشكلة التحكم بالكرة التي لم تكن على القدر الكافي في الإصدارات السابقة، وإستطاعوا تقوية تقنيات التحكم بالكرة في جميع المراكز، حيث البداية من مركز حارس المرمى الذي يمتلك الآن قدرة أكبر في التحرك سريعاً على الكرات المصوبة نحوه، فضلاً عن القدرة الكبيرة في التصدي لركلات الجزاء.
تطوير قدرات اللاعبين في التحكم بالكرة شمل مركز الدفاع وزاد من قدرته على اقتطاع الكرة من المنافسين، وتم تزويد فرص قطع الكرة من المهاجمين والوقوف بثبات أمام المهاجمين من الفريق المنافس، وبالتالي هذا ينعكس بالإيجاب على مركز الهجوم الذي تم تدعيمه بمحاولات المراوغة للمرور من المدافعين لتسجيل الأهداف، وبالتالي فإن الجديد في لعبة ريال فوتبول 2017 من زيادة قدرات جميع اللاعبين أدى إلى صعوبة اللعبة نوعاً ما وإعطائها أجواء أكثر إثارة وتحديات قوية وحقيقية.